# الأردن في الألعاب الآسيوية 2022
الأردن في دورة الألعاب الآسيوية 2022- بالإنجليزية Jordan at the 2022 Asian Games،شاركت الأردن في النسخة التاسعة عشرمن دورة الألعاب الآسيوية المقامة
بمدينة هانغتشو الصينية والتي كان مقررًا إقامتها في الفترة من 23 سبتمبر وحتي الثامن من شهر أكتوبر 2022م، إلا أنها تأجلت لمدة عام بسبب تداعيات فيروس كورونا بالصين ، البعثة الأردنية تتشكل من "78" لاعب ولاعبة يتنافسون في "16" لعبة مختلفة.وتتمثل الألعاب الـــ(17) التي تشارك فيها الأردن في: التايكوندو، كرة السلة، ألعاب القوى، رفع الأثقال، الكاراتية، السباحة، القوس والسهم، الريشة الطائرة، الملاكمة، المبارزة، الجولف، الجمباز، الجوجوتسو، الألعاب الالكترونية، الرماية، الترياثلون. وقد شاركت البعثة الاردنية في الافتتاح الذكي لدورة الالعاب الآسيوية ، حيث دخلت الاردن في طابور عرض الدول خلال حفل الأفتتاح، وحمل علم الأردن لاعبة المنتخب الأردني للنايكوندو "جوليانا الصادق" ، ولاعب المنتخب للملاكمة "محمد أبو جاجة".

## أعضاء بعثة المنتخب الأردني.
شارك الأردن بمجموعة كبيرة من اللاعبين واللاعبات في دورة الألعاب الآسيوية المقامة بالصين، في عدة ألعاب مختلفة.

### بعثة التايكوندو
تشكلت بعثة التايكوندو الأردنية من المدير الفني" فارس العساف" ، والمدربين "يزن الصادق ، ومجمد البخيت، بالإضافة إلي مجموعة من اللاعبين واللاعبات في أوزان مختلفة علي النحو التالي:"محمود الطرايرة" وزن تحت 58كجم ، وزيد الحلوني، وزن تحت 63 كجم، وزيد عبدالكريم، وزن تحت 68 كجم، وصالح الشرباتي ، وزن تحت 80 كجم، وأنس الصادق، وزن فوق 80كجم، وجوليانا الصادق، وزن تحت 67كجم، وراما أبو الرب، وزن فوق 67كجم.

### بعثة كرة السلة
تشكلت بعثة كرة السلة من "وسام الصوص" المدير الفني لمنتخب الأردن لكرة السلة ، ومجموعة اللاعبين وهم: أحمد الدويري، أحمد حمارشة، محمد شاهر، مالك كنعان، فادي مصطفى، سامي بزيع، أشرف الهندي، هاشم عباس، فادي قرمش، أحمد حموي، جون بوهانون، جيفرسون
وقد استطاع المنتخب الأردني أن يتصدر مجموعته التي تضمنت تايلاند والبحرين والفلبين ، وفي الأدوار النهائية فاز علي السعودية ثم الصين وفي المبارة النهائية خسر أمام الفلبين 70 -60 ليحصد الميدالية الفضية، وهي اول ميدالية تحققها الأردن في لعبة جماعية خلال مشاركاتها في الألعاب الآسيوية.

## الميداليات.[6]
| الميدالية | الاسم           | الرياضة    | الحدث           | ملاحظات |
| --------- | --------------- | ---------- | --------------- | ------- |
| فضية      | منتخب كرة السلة | كرة السلة  | نهائي كرة السلة |         |
| فضية      | زيد عبد الكريم  | التايكوندو | -68 كجم رجال    |         |
| فضية      | صالح الشرباتي   | التايكوندو | -80كجم رجال     |         |
| برونزية   | زيد الحلواني    | التايكوندو | -63 كجم رجال    |         |

| الرياضة    | الأول | الثاني | الثالث | المجموع |
| التايكوندو | 0     | 2      | 1      | 3       |
| كرة السلة  | 0     | 1      | 0      | 1       |
| المجموع    | 0     | 3      | 1      | 4       |

## روابط خارجية
- موقع اللجنة الأولمبية الأردنية.